# 1070
Високе Середньовіччя  •  Золота доба ісламу  •  Реконкіста  •  Київська Русь

## Геополітична ситуація
Візантію очолює Роман IV Діоген. Генріх IV є королем Німеччини, а Філіп I — королем Франції.
Апеннінський півострів розділений між численними державами: північ належить Священній Римській імперії, середню частину займає Папська область, південна частина півострова належить частково Візантії, а частково окупована норманами. Деякі міста півночі: Венеція, Генуя, мають статус міст-республік.
Південь Піренейського півострова займають численні емірати, що утворилися після розпаду Кордовського халіфату. Північну частину півострова займають християнські Кастилія, Леон (Астурія, Галісія), Наварра, Арагон та Барселона. Вільгельм Завойовник став королем Англії, Олаф III є королем Норвегії, а Свейн II Данський — Данії.
У Київській Русі править Ізяслав Ярославич. У Польщі княжить Болеслав II Сміливий. Хорватію очолює Петар Крешимир IV. На чолі королівства Угорщина стоїть Шаламон I.
Аббасидський халіфат очолює аль-Каїм під покровительством сельджуків, які окупували Персію, в Єгипті владу утримують Фатіміди, у Магрибі почалося піднесення Альморавідів, у Середній Азії правлять Караханіди, Газневіди втримують частину Індії. У Китаї продовжується правління династії Сун. Значними державами Індії є Пала, Чола. В Японії триває період Хей'ан.

## Події
- Перша літописна згадка про Видубицький монастир під Києвом, заснований київським князем Всеволодом Ярославичем.
- В Англії Вільгельм Завойовник продовжував підкорювати північ. На допомогу англосаксонським бунтівникам прийшов данський король Свейн II. Однак данське вторгнення завершилося укладенням угоди з Вільгельмом Завойовником.
- Стіганда зміщено з кафедри архиєпископа кантерберійського. Його замінив Ланфранк.
- Король Норвегії Олаф III заснував місто Берген.
- Завершилося правління династії Пала в Бенгалі. Їй на зміну прийшла династія Сена.
- За легендою 4 червня цього року жителі французького містечка Рокфор отримали новий сорт сиру, котрий сьогодні так і називається — «рокфор».